# 田世兴
田世兴（1921年3月—2016年9月14日），山东省即墨县（今青岛市即墨区）。中华人民共和国军事将领、中国人民解放军大校。曾任中国人民解放军福州军区副司令员。

## 生平

### 抗日战争时期
1938年，参加八路军，1939年10月加入中国共产党。1938年5月，任山东省胶东15团卫生队卫生员，山东省胶东军校学员，山东省胶东5大队班长、排长，山东省胶东抗大学员。1940年5月起任山东省胶东5支队特务团8连连长。1940年12月，任山东省胶东5支队16团1连连长。1941年4月起任山东省胶东5支队16团轮训队队长。1941年6月起任山东省胶东5支队16团3营副营长。1942年11月起任山东省胶东5支队16团参谋。1943年6月起任山东省胶东崂山大队特务连连长。1944年2月，任山东省胶东军区南海军分区独立团3营营长。1945年4月，在山东省胶东军区南海军分区一所养伤。同年6月，起任山东省胶东军区南海军分区独立团3营营长。1945年8月起在山东省胶东军区南海军分区一所养伤。

### 第二次国共内战
1945年12月，任山东省胶东军区南海军分区独立团参谋长，1946年1月起任山东省胶东军区南海军分区独立团副团长。1946年7月起任山东省胶东军区3旅13团副团长。1947年2月起任山东胶东军区5师13团副团长，1947年8月，任山东胶东军区5师13团团长。1947年9月起任华东野战军第13纵队37师109团团长。率团参加济南战役，所部被授予“济南第二团”称号。1948年9月起在山东省济南市市立医院养伤。1949年2月起任中国人民解放军第三野战军第31军92师参谋长，参加了福州战役、漳厦战役。

### 共和国成立后
中华人民共和国成立后，1950年10月至1951年3月，在中国人民解放军华东军区医院养伤。1951年3月至1953年2月，任中国人民解放军陆军第31军93师副师长。1953年2月至1959年11月任中国人民解放军陆军93师师长。1955年9月，被授予大校军衔。曾获二级独立自由勋章、二级解放勋章。
1959年11月至1962年7月，在中国人民解放军高等军事学院基本系二期学习。1962年7月至10月，任中国人民解放军第31军91师政治委员。1962年10月至1963年11月，任中国人民解放军陆军92师师长。1963年11月至1969年1月任中国人民解放军陆军第31军参谋长。1969年1月至1970年2月，中国人民解放军福建省军区参谋长。1970年2月至1973年11月，任福建生产建设兵团副司令员。1973年11月至1980年12月，任中国人民解放军第29军军长（接替王健行）。1980年12月至1985年6月，任中国人民解放军福州军区副司令员、军区党委常委（1981年8月起）。
此外担任政协第七届全国委员会委员。1988年7月被中央军委授予中国人民解放军独立功勋荣誉章。是中共第十二届中央候补委员，第四、五届全国人大代表。
2016年9月14日在福州逝世，享年96岁。